# Уляскі (Лодзинське воєводство)
Уляскі (пол. Ulaski) — село в Польщі, у гміні Ковеси Скерневицького повіту Лодзинського воєводства.
Населення — 73 особи (2011).
У 1975-1998 роках село належало до Скерневицького воєводства.

## Демографія
Демографічна структура станом на 31 березня 2011 року:
|          | Загалом | Допрацездатний вік | Працездатний вік | Постпрацездатний вік |
| -------- | ------- | ------------------ | ---------------- | -------------------- |
| Чоловіки | 36      | 6                  | 24               | 6                    |
| Жінки    | 37      | 7                  | 22               | 8                    |
| Разом    | 73      | 13                 | 46               | 14                   |